# Tecmo World Cup '94
Tecmo World Cup '94  è un Videogioco di calcio sviluppato e pubblicato nel 1994 dalla Tecmo.
È il seguito di Euro League del 1990, benché ne riscriva per intero il sistema di gioco che poi farà da base per la giocabilità di tutti i successivi capitoli della serie.

## Sistema di gioco
Il giocatore ha la possibilità di effettuare una partita singola oppure un incontro a più giocatori per una durata di tempo del match variabile a seconda del numero di crediti che si desidera utilizzare.
Si ha la possibilità di scegliere una squadra nazionale tra sedici disponibili, divise in due gironi di otto squadre ciascuna; una volta scelta la squadra si affronteranno le rimanenti sette nazionali del girone e, come ottavo incontro, la finale contro la squadra campione dell'altro girone.
Prima di ogni incontro il giocatore ha la possibilità di scegliere un modulo di gioco tra quattro: 4-4-2, 3-5-2, 4-3-3 e il Tipo Brasile, ovvero un 4-3-3 con difesa a zona.
Il sistema di gioco è stato completamente rivoluzionato rispetto ad Euro League, diventato molto simile a quello del videogioco rivale Super Sidekicks della SNK: non a caso le serie nate dai due giochi si contenderanno il mercato dei videogiochi arcade 2-D di calcio per i rimanenti anni novanta.
Con il primo pulsante in fase di possesso palla si passa il pallone in direzione del compagno indicato da un cursore a forma di freccia, mentre quando si è senza palla si interviene in scivolata allo scopo di togliere il pallone all'avversario.
Con il secondo pulsante si calcia la palla alta e lunga nella direzione verso la quale il giocatore che si controlla è rivolto, ma se il giocatore è in prossimità dell'area di rigore avversaria e sopra di esso appare la scritta "SHOOT" con il secondo pulsante si effettuerà un tiro teso e radente verso la porta; inoltre se si riceve un passaggio a media altezza sempre con il secondo pulsante è possibile colpire la palla in acrobazia con un colpo di testa o una rovesciata.
Una delle novità introdotte dal gioco è lo zoom sul giocatore che controlla la palla se questo è pressato da vicino da uno o più avversari: questa feature rende più avvincenti gli uno-contro-uno e limita la visione di gioco del giocatore quando finisce per essere chiuso dagli avversari.
Un'ulteriore novità è la possibilità di effettuare dei dribbling quando la scritta "FEINT" appare sopra il giocatore che si controlla: per effettuarla basta muovere rapidamente il controllo direzionale a sinistra e a destra in modo alternato, e se realizzata correttamente gli avversari vicini al giocatore cadono a terra.
Se si termina un incontro in parità si andrà ai calci di rigore ad oltranza.
Tra i difetti del gioco c'è una curiosa fisica della palla quando questa collide con il portiere, con i tentativi da parte di quest'ultimo di parare semplici tiri che si trasformano in clamorose papere.

### Squadre selezionabili
- Argentina
- Belgio
- Brasile
- Corea del Sud
- Francia
- Germania
- Giappone
- Inghilterra
- Italia
- Messico
- Paesi Bassi
- Scozia
- Spagna
- Stati Uniti
- Svezia
- Uruguay

## Serie
- Tecmo World Cup '90 (1989)
- Tecmo World Cup '94 (1994)
- Tecmo World Soccer '95 (1995)
- Tecmo World Soccer '96 (1996)
- Tecmo World Cup '98 (1998)
- Tecmo World Cup Millennium (2000)

## Curiosità
- La croce di San Giorgio presente nella bandiera dell'Inghilterra è stata sostituita da una croce scandinava, correttamente di colore rosso su campo bianco.
- Se una squadra realizza grazie ad un'autorete degli avversari il giocatore della squadra più vicino alla palla corre ad esultare festeggiato dai compagni, come se avesse realizzato lui stesso la rete.[non chiaro]